# Крушение в Подсосенке
Круше́ние в Подсо́сенке — крушение пассажирского поезда «Юрмала» Рига — Москва, произошедшее 3 марта 1992 года на Октябрьской железной дороге. Место крушения расположено недалеко от города Нелидово на разъезде Подсосенка. В результате происшествия погибли 43 человека, 108 ранены.
Это крушение стало первой в постсоветской России железнодорожной катастрофой пассажирского поезда. Министерство путей сообщения Российской Федерации выделило данную катастрофу как одну из трёх наиболее тяжёлых по последствиям крушений с человеческими жертвами, произошедших из-за проезда запрещающего сигнала в 1979—1993 гг. в России.

## Крушение
Скорый пассажирский поезд № 4, отправившись со станции Великие Луки со значительным опозданием, к станции Земцы вошел в график, на перегоне Земцы — Подсосенка следовал ранее расписания на 3 минуты и принимался на главный путь разъезда по открытому на один жёлтый огонь входному светофору с остановкой для скрещения с прибывающим грузовым поездом. В это время с противоположной стороны на разъезд принимался сборный грузовой поезд, введённый диспетчером в оперативном порядке. Следуя к станции, машинист пассажирского поезда на вызовы по радиосвязи не отвечал, скорость не уменьшал.
Особенность разъезда Подсосенка заключается в том, что он расположен на идеальной прямой и при движении со стороны Нелидово сразу за разъездом начинается подъём, а сам разъезд расположен в низине, и этим утром на разъезде стоял густой туман. Для лёгкого преодоления подъёма машинисты поездов всегда стараются разогнаться на разъезде и перед ним. Согласно графику, у пассажирского поезда не было ни остановки на этом разъезде, ни скрещения с другими поездами встречного направления, поэтому локомотивная бригада вела поезд на полной скорости без каких-либо опасений. При этом ни поездной диспетчер, ни дежурный по станции не уведомили должным образом поездные бригады обоих поездов об одновременном приёме под скрещение. В результате бригада пассажирского поезда применила экстренное торможение только после визуального контакта с грузовым поездом. Это привело к проезду выходного сигнала с запрещающим показанием, в результате чего в 5 часов 15 минут по московскому времени на разъезде Подсосенка (Тверская область) однопутного участка Великие Луки — Ржев Ржевского отделения Октябрьской железной дороги произошло крушение с тяжёлыми последствиями скорого поезда № 4 сообщением Рига — Москва, следовавшего под управлением машиниста депо Великие Луки Ленинград-Витебского отделения дороги Г. Т. Морозова и помощника машиниста О. В. Ефимова, и грузового поезда № 3455 встречного направления под управлением машиниста депо Ржев Яковлева. Лобовое столкновение на скорости около 50 км/ч произошло на стрелочном переводе № 1. В результате столкновения возник пожар, распространившийся на пассажирские вагоны.

## Последствия
В результате столкновения поездов погибли обе локомотивные бригады, проводник второго вагона пассажирского поезда и 36 пассажиров, 22 человека травмированы, разбито 4 секции тепловозов, 8 вагонов грузового поезда и 4 вагона пассажирского поезда, разрушен один стрелочный перевод и 23 метра пути. Допущен перерыв движения поездов на участке 15 часов 30 минут.
До степени исключения из инвентаря повреждён тепловоз 2ТЭП60-0065 (локомотив поезда № 4) и тепловоз 2М62-0422 (локомотив поезда № 3455).
В ликвидации последствий крушения были задействованы силы ГКЧС.

## Причины
Комиссией рассматривались несколько версий катастрофы:
1. неадекватное поведение машиниста скорого поезда, не отвечавшего на вызовы по радиосвязи от дежурного по станции Подсосенка;
2. отказ тормозной системы грузового поезда;
3. ошибка дежурного по станции, не предпринявшего мер для предотвращения крушения. Поводом для этого могло послужить четырёхкратное безуспешное действие по вызову радиосвязи. как следствие, полное непонимание происходящего на линии. В качестве мер по предотвращению катастрофы со стороны дежурного могло быть закрытие входного сигнала обоим поездам.

Локомотивная бригада пассажирского поезда находилась на работе 4 часа, имела достаточный домашний отдых и оснований для отвлечения от наблюдения за сигналами не имела. Наиболее вероятная причина крушения: сон локомотивной бригады поезда № 4 на рабочем месте.